# Jan Beenakker
Joannes Joseph Maria Beenakker (né le 1er février 1926 à Koog-sur-le-Zaan et mort le 23 juillet 1998 à Leyde) — plus connu sous le nom de Jan J. M. Beenakker ou Jan Beenakker — est un physicien néerlandais, professeur et recteur de l’université de Leyde.

## Formation et carrière
Fils d’un employé des chemins de fer, Beenakker grandit en Zélande et à Rotterdam. En 1942, il obtient son équivalent du baccalauréat, mais en raison de la Seconde Guerre mondiale, il ne commence des études de physique à l’université de Leyde qu’en 1945. En 1951, après un service militaire interrompu, il obtient un diplôme en météorologie, puis soutient en 1954 une thèse de doctorat en physique des basses températures au laboratoire Kamerlingh-Onnes sous la direction de Cornelis Jacobus Gorter et Krijn Wybren Taconis. Sa thèse porte sur l’influence de l’isotope hélium-3 sur la supraconductivité.
Il poursuit sa carrière à Leyde, où il devient maître de conférences en 1959, puis professeur titulaire de physique expérimentale en 1963. De 1985 à sa retraite en 1991, il est recteur magnificus de l’université de Leyde. Entre 1969 et 1970, il effectue une année sabbatique au Massachusetts Institute of Technology (MIT), et entre 1961 et 1962, il est professeur invité à la KU Leuven.

## Recherches
Ses travaux portent sur les propriétés thermodynamiques et de transport des liquides et des gaz. Les effets de Senftleben–Beenakker, nommés d’après lui et le physicien allemand Hermann Senftleben, décrivent l’influence de champs électriques et magnétiques sur les propriétés de transport (conductivité thermique, viscosité) des gaz moléculaires. Ils présentent une certaine analogie avec l’effet Hall observé dans les solides.
À partir d’expériences antérieures de Senftleben, on pensait que ces effets ne concernaient que des molécules paramagnétiques comme le monoxyde d’azote ou l’oxygène. Cependant, Beenakker et son collègue Hein Knaap ont démontré que des gaz diamagnétiques comme l’azote et le méthane étaient eux aussi affectés par des champs extérieurs, à condition que leurs molécules soient non sphériques, car la vitesse de précession entre deux collisions moléculaires est modifiée par ces champs.
Beenakker a également étudié le transport dans les gaz fortement dilués, où les phénomènes de couche limite deviennent significatifs et de nouveaux effets apparaissent (flux thermique viscomagnétique, différence de pression thermomagnétique). Avec ses collègues, il fut l’un des premiers à observer la distribution de vitesses hors équilibre dans un gaz soumis à un flux thermique.

## Distinctions
Il a été président de la Stichting voor Fundamenteel Onderzoek der Materie (FOM), une fondation néerlandaise pour la recherche fondamentale. Il est devenu membre de l’Académie royale des arts et des sciences des Pays-Bas en 1978. Il a reçu un doctorat honoris causa de l’Université de Waterloo, a été fait Chevalier de l'ordre du Lion néerlandais et officier dans l’ordre de la Couronne belge.

## Vie personnelle
Beenakker était marié à Elena Manaresi (1927 – 2009) et eut trois fils : Carlo Beenakker, Jan Willem Beenakker et Peter Beenakker.